# 阿隆鎮區 (明尼蘇達州派恩縣)
阿隆鎮區（英語：Arlone Township）是位於美國明尼蘇達州派恩縣的一個行政鎮區。

## 歷史
阿隆鎮區於1911年設立，得名自一縣政府專員的女兒路易斯·阿隆·哈姆林（Lois Arlone Hamlin）。

## 地方資料
阿隆鎮區的面積為95.07平方千米，當中陸地面積為94.83平方千米，而水域面積為0.24平方千米。根據2020年美國人口普查的數據，當地共有人口342人，而人口密度為每平方千米3.6人。